# Lirata striatissima
Lirata striatissima är en stekelart som först beskrevs av Walker 1862.  Lirata striatissima ingår i släktet Lirata och familjen Eucharitidae. Inga underarter finns listade i Catalogue of Life.